# Biringuccit
Biringuccit ist ein extrem selten vorkommendes Mineral aus der Mineralklasse der „Borate“ (ehemals Carbonate, Nitrate und Borate, siehe Klassifikation). Es kristallisiert im monoklinen Kristallsystem mit der Zusammensetzung Na2[B5O8(OH)]·H2O, ist also chemisch gesehen ein wasserhaltiges Natrium-Borat.
Biringuccit konnte bisher nur in Form winziger, lamellarer bis nadeliger Kristalle mit hexagonalem Querschnitt und erdiger Massen von weißer bis hellgelber Farbe entdeckt werden.

## Etymologie und Geschichte
Erstmals entdeckt wurde Biringuccit nahe Larderello in der mittelitalienischen Region Toskana und beschrieben 1961 durch Curzio Cipriani und Piero Vannuccini, die das Mineral nach dem italienischen Alchemisten, Metallurg und Politiker Vannoccio Biringuccio (auch Vannoccio Vincenzio Austino Luca Biringucci) benannten.
Ursprünglich erhielt das Mineral von Cipriani und Vannuccini den Namen Hoeferit (auch Höferit) zu Ehren des Chemikers Uberto Francesco Hoefer, der in den Kondensaten der bei Larderello herausschießenden Dampffontänen (Soffioni) Borsäure nachweisen konnte. Um Verwechslungen mit dem von Friedrich Katzer beschriebenen Mineral Hoeferit (richtiger Höferit) zu vermeiden, benannten Cipriani und Vannuccini ihr Mineral in Biringuccit um. Höferit stellte sich allerdings später als Varietät von Nontronit heraus.

## Klassifikation
In der veralteten 8. Auflage der Mineralsystematik nach Strunz gehörte der Biringuccit zur gemeinsamen Mineralklasse der „Carbonate, Nitrate und Borate“ und dort zur Abteilung der „Kettenborate (Inoborate)“, wo er zusammen mit Kernit und Preobrazhenskit die unbenannte Gruppe Vc/C.04 bildete.
Im zuletzt 2018 überarbeiteten und aktualisierten Lapis-Mineralienverzeichnis nach Stefan Weiß, das sich aus Rücksicht auf private Sammler und institutionelle Sammlungen noch nach dieser alten Form der Systematik von Karl Hugo Strunz richtet, erhielt das Mineral die System- und Mineral-Nr. V/K.03-20. In der „Lapis-Systematik“ entspricht dies der Abteilung „Schichtborate mit komplexen Baugruppen [Bx(O,OH)y]“, wo Biringuccit zusammen mit Nasinit und Tuzlait eine eigenständige, aber unbenannte Gruppe bildet.
Die seit 2001 genutzte und von der International Mineralogical Association (IMA) zuletzt 2009 aktualisierte 9. Auflage der Strunz’schen Mineralsystematik ordnet den Biringuccit in die nun eigenständige Klasse der „Borate“ und dort in die Abteilung der „Pentaborate“ ein. Diese ist zudem weiter unterteilt nach der Kristallstruktur, so dass das Mineral entsprechend seinem Aufbau in der Unterabteilung „Schicht-Pentaborate (Phyllo-Pentaborate)“ zu finden ist, wo es zusammen mit Nasinit die „Biringuccitgruppe“ mit der System-Nr. 6.EC.05 bildet.
Die vorwiegend im englischen Sprachraum gebräuchliche Systematik der Minerale nach Dana ordnet den Biringuccit wie die veraltete Strunz’sche Systematik in die gemeinsame Klasse der „Carbonate, Nitrate und Borate“ und dort in die Abteilung sowie gleichnamigen Unterabteilung der „Wasserhaltigen Borate mit Hydroxyl oder Halogen“ ein. Hier ist er als einziges Mitglied in der unbenannten Gruppe 26.05.07 zu finden.

## Kristallstruktur
Biringuccit kristallisiert in der monoklinen Raumgruppe P21/c (Raumgruppen-Nr. 14) mit den Gitterparametern a = 11,20 Å; b = 6,56 Å; c = 20,76 Å und β = 93,9° sowie 8 Formeleinheiten pro Elementarzelle.

## Bildung und Fundorte
An seiner Typlokalität Larderello wurde Biringuccit in enger Paragenese mit Nasinit als Verkrustungen an Rohrleitungen zum sogenannten „Hole of the Storehouse“, das 1927 nahe Larderello gebohrt wurde. Als weitere Paragenesen traten noch Auripigment, Thénardit und Quarz auf.
Larderello ist auch der bisher einzige Fundort für Biringuccit (Stand 2022).